# Clystea tenumarginata
Clystea tenumarginata là một loài bướm đêm thuộc phân họ Arctiinae, họ Erebidae.